# スペイン語版ウィキペディア
スペイン語版ウィキペディア（スペインごばんウィキペディア、西: Wikipedia en español）は、スペイン語で編集されているウィキペディアである。

## 軌跡
- 2001年5月 設立
- 2003年7月25日 5000項目突破
  - 11月4日 10000項目を突破
- 2004年7月18日 UnicodeをUTF-8に変更
- 2005年5月30日 50000項目突破
- 2006年3月8日 100000項目突破
- 2007年2月10日 200000項目突破
  - 11月18日 300000項目突破
- 2008年9月20日 400000項目突破
- 2009年7月 500000項目突破
- 2013年5月 1000000項目突破

### エンシクロペディア・リブレ
2002年2月、ラリー・サンガーがウィキペディアに広告を出して資金を集めるアイディアに言及したところ、自分はコミュニティのために記事を書いていて、その著作物は値段の意味でも手段の意味（著作物の使用のこと）でもフリーなものとして公開しており、その努力を利益に変えようとする者は許されないとして、広告に反対した上でスペイン語版ウィキペディアから離れたエドガー・エニエディは、それまでのスペイン語版ウィキペディアの成果を移したフリー百科事典プロジェクトエンシクロペディア・リブレを創設し、エニエディに同調したスペイン語版の多くの利用者がウィキペディアからエンシクロペディア・リブレに移った。この分裂は、2002年までスペイン語版ウィキペディアを休止状態に陥らせた。

## 規模とユーザー
| 国別のアクティブな編集者                                                            | 国別のアクティブな編集者 | 国別のアクティブな編集者 | 国別のアクティブな編集者 | 国別のアクティブな編集者 |
| ----------------------------------------------------------------------------------- | ------------------------ | ------------------------ | ------------------------ | ------------------------ |
| 国                                                                                  |                          |                          | パーセント               |                          |
| スペイン                                                                            | スペイン                 |                          | 29.7%                    | 29.7%                    |
| メキシコ                                                                            | メキシコ                 |                          | 13.4%                    | 13.4%                    |
| アルゼンチン                                                                        | アルゼンチン             |                          | 11.5%                    | 11.5%                    |
| コロンビア                                                                          | コロンビア               |                          | 7.4%                     | 7.4%                     |
| ペルー                                                                              | ペルー                   |                          | 7.3%                     | 7.3%                     |
| チリ                                                                                | チリ                     |                          | 7.0%                     | 7.0%                     |
| エクアドル                                                                          | エクアドル               |                          | 1.9%                     | 1.9%                     |
| アメリカ合衆国                                                                      | アメリカ合衆国           |                          | 1.8%                     | 1.8%                     |
| ウルグアイ                                                                          | ウルグアイ               |                          | 1.8%                     | 1.8%                     |
| コスタリカ                                                                          | コスタリカ               |                          | 1.3%                     | 1.3%                     |
| Other                                                                               | Other                    |                          | 17.0%                    | 17.0%                    |
| 2021年10月 出典: Wikimedia Statistics - ウィキペディア言語ごとのページ編集数 - 内訳 |                          |                          |                          |                          |

スペイン語版 Wikipedia が Wikipedia の最も人気のある言語版である国は黄色で表示

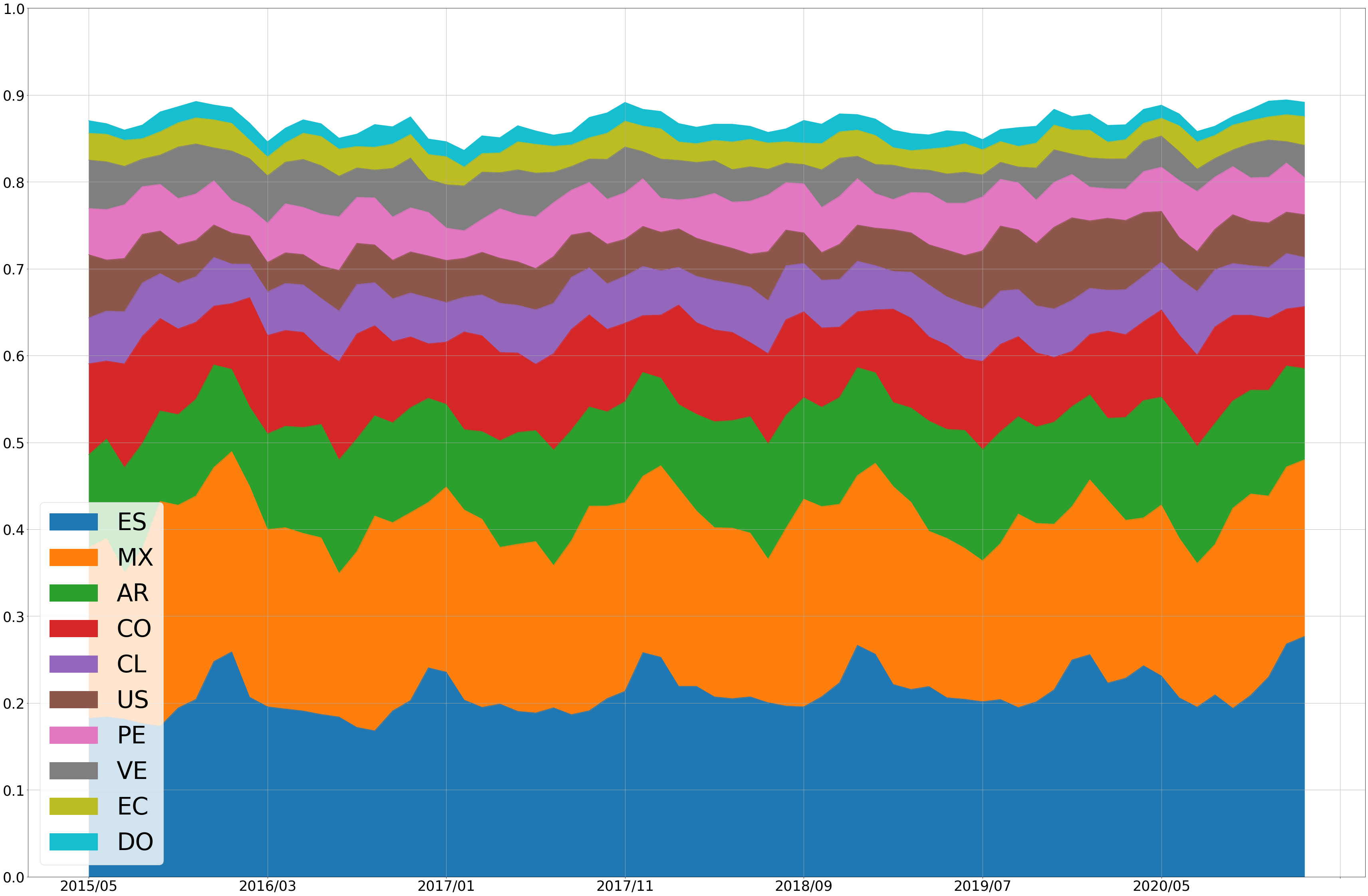
スペイン語版ウィキペディアにおける出身国別のページビュー

英語版 Wikipedia に次いで 2 番目にユーザーが多い。ただし、記事数ではドイツ語、フランス語、セブアノ語、オランダ語、ロシア語など、話者の数が少ない言語を専門とする他のウィキペディアよりも低く、第 8 位にランクされている。 品質の点では、記事サイズ (2 KB 以上: 40%) などのパラメータから、最大規模の 10 のウィキペディアのうち、ドイツ語のウィキペディアに次いで 2 番目であることが示されている。2012 年 10 月の時点で、スペイン語版ウィキペディアは編集数の点で4番目のウィキペディアであり、ページビュー数の点でも 3 番目のウィキペディアである。出身国別では、2017 年 9 月までにスペインがスペイン語版ウィキペディアへの主要な寄稿者だった (編集の 39.2%)。 次いでアルゼンチン(10.7%)、チリ(8.8%)、オランダ(8.4%)、メキシコ(7.0%)、ベネズエラ(5.1%)、ペルー(3.5%)、米国(3.1%)、コロンビア （2.7%）、ウルグアイ（1.3%）、ドイツ（1.1%） 。多くのボットがオランダでホストされていることに注意。スペイン語が公用語または事実上の国語である国の中で、アルゼンチン、チリ、メキシコ、スペイン、ベネズエラはウィキメディア財団の地方支部を設立している。

### スペインでの使用法
スペインでのWikipediaの使用に関する Netusus (オンライン市場分析企業) による2007年の調査によると、他の地域言語の Wikipedia (カタルーニャ語の Wikipedia は 2.17%、0.64%) と比較して、ほとんどのユーザーはスペイン語の Wikipedia (97%) を参照していることが明らかになった。 ガリシア語、バスク語で 0.26%。